# Katarina Strömgård
Katarina Strömgård född 1971 i Uppsala, är en svensk illustratör och författare.